# El cascanueces y los cuatro reinos
El cascanueces y los cuatro reinos (título original en inglés: The Nutcracker and the Four Realms) es una película estadounidense de fantasía de 2018, adaptada del cuento El cascanueces y el rey de los ratones de E.T.A. Hoffmann y el ballet El cascanueces de Piotr Ilich Chaikovski. La cinta está dirigida por Lasse Hallström, escrita por Ashleigh Powell y protagonizada por Mackenzie Foy, Keira Knightley, Helen Mirren y Morgan Freeman. 
Fue estrenada el 2 de noviembre de 2018. La película contó con un presupuesto de $140 millones pero fue una bomba en taquilla con una recaudación de $164 millones y perdiendo al estudio alrededor de $110 millones de dólares. La película ha recibido críticas mayoritariamente negativas con críticas a su historia y rutinas de baile.

## Argumento
En la víspera de Navidad en el Londres victoriano, Benjamin Stahlbaum les da a sus hijos Louise, Clara y Fritz los regalos que su esposa Marie les había reservado antes de morir. Clara recibe una caja con forma de huevo que no puede desbloquear, junto con una nota que dice "Todo lo que necesitas está dentro". La familia va a una fiesta de Nochebuena, organizada por el padrino de los niños y el hábil ingeniero Drosselmeyer. Clara le pregunta a Drosselmeyer cómo desbloquear su huevo. Él revela que hizo el huevo para Marie cuando era más joven.
Benjamín se enoja con Clara por negarse a bailar con él y se insultan. Clara encuentra su hilo con su nombre, que significa su don, y lo sigue a un bosque en un mundo paralelo donde ve una llave. Antes de que pueda agarrarlo, un ratón lo arrebata y cruza un río helado. El Capitán Philip Hoffman, el Cascanueces, lleva a Clara a través del puente hacia el Cuarto Reino, donde apenas escapan del rey ratón y Madre Jengibre, la regente del Cuarto Reino. El Capitán Philip lleva a Clara al palacio, donde conoce a los regentes de cada país: el Hada de la Ciruela de Azúcar de la Tierra de los Dulces; Escalofrío de la tierra de los copos de nieve y Hawthorne de la tierra de las flores. Le dicen a Clara que están en guerra con la Tierra de las Diversiones, a la que se refieren como "el Cuarto Reino".
El Hada de Azúcar explica que Marie creó este mundo cuando era niña y que animó a todos con una máquina que puede convertir los juguetes en personas reales. Hada de Azúcar dice que esta máquina se puede usar para defender los tres reinos contra Madre Jengibre, pero necesita una llave que coincida con la del huevo de Clara. Al colarse en el Cuarto Reino, Clara y Philip le roban la llave a Madre Jengibre (ignorando su advertencia de que Hada de Azúcar les está mintiendo), pero Clara se decepciona al descubrir que el huevo es solo una caja de música.
El Hada de Azúcar usa la máquina para dar vida a los soldados de juguete y les ordena atacar el Cuarto Reino. Luego revela que mintió acerca de Madre Jengibre, quien se había resistido al plan del hada de Azúcar de apoderarse de los cuatro reinos en venganza por su aparente abandono por parte de Marie, y que la máquina también puede convertir a la gente de este mundo en juguetes. Ella encarcela a Clara, al Capitán Philip y a los regentes masculinos.
Clara vuelve a abrir su caja de música en forma de huevo y descubre un espejo, ilustrando que todo lo que necesitaba era ella misma. Ella y los otros prisioneros escapan. Uno de los ratones de Madre Jengibre lleva a Clara a la sala de máquinas, y el Capitán Philip convence a Madre Jengibre de que ayude a derrocar al hada de Azúcar. Clara apaga la máquina mientras lucha contra los soldados con la ayuda de Madre Jengibre. El hada de Azúcar intenta convertir a Madre Jengibre en un juguete, pero Clara juega con la máquina para que apunte al hada de Azúcar cuando se active, convirtiéndola en una muñeca de porcelana y dejando sin vida a todo su ejército.
Agradecida por restaurar la paz entre los Reinos y la destrucción del hada de Azúcar, Clara promete visitarnos en el futuro. Después de despedirse del capitán Philip, regresa a Londres, donde apenas ha pasado el tiempo desde que se fue. Ella y Benjamin se disculpan y finalmente decide bailar con él. Él acepta y Clara abre su caja de música. Benjamin revela que la música fue la primera canción que él y Marie habían bailado. Bailan durante toda la noche en el salón de baile.

## Reparto y personajes
- Keira Knightley como el Hada de Azúcar, la Reina del Primer Reino de los Dulces.
- Mackenzie Foy como Clara Stahlbaum, una joven princesa que viaja a los Cuatro Reinos en busca de la llave de un regalo de su difunta madre Marie.
- Morgan Freeman como Drosselmeyer, el padrino de Clara, un hábil ingeniero, que le da un regalo mágico que una vez perteneció a su madre.
- Helen Mirren como la Madre Jengibre, la Reina del Cuarto Reino de la Diversión,
- Matthew Macfadyen como Benjamin Stahlbaum, padre de Clara y viudo tras la muerte de su esposa Marie.
- Misty Copeland como la Bailarina, una talentosa princesa bailarina en los misteriosos Cuatro Reinos.
- Jayden Fowora-Knight como el Capitán Phillip, el soldado Cascanueces.[5]
- Miranda Hart como Dew Drop Fairy.[6]
- Sergei Polunin como Sweets Cavalier, un bailarín que actúa junto a la Princesa Bailarina.
- Eugenio Derbez como el Rey Espino, del Tercer Reino de las Flores.
- Richard E. Grant como el Rey Gélido, del Segundo Reino de las Nieves.[7]
- Jack Whitehall como el Arlequín, un guardia del Palacio de los Cuatro Reinos.[8]
- Ellie Bamber como Louise Stahlbaum, hermana mayor de Clara.[9]
- Lil Buck como El Rey Ratón, gobernante de la legión de ratones.
- Anna Madeley como la Reina Marie Stahlbaum, difunta madre de Clara que creó y gobernó los Cuatro Reinos cuando era niña.
- Tom Sweet como Fritz Stahlbaum, hermano menor de Clara.
- Gustavo Dudamel como El director de orquesta.

## Producción
El proyecto se anunció por primera vez el 4 de marzo de 2016 y se afirmó que estaba siendo desarrollado por Disney, con Lasse Hallström listo para dirigir y Ashleigh Powell a bordo para escribir el guion. El 27 de julio de 2016, se anunció que Mackenzie Foy había sido elegida para el papel de Clara, la protagonista. Misty Copeland confirmó a través de su cuenta de Instagram que se había unido al proyecto, interpretando el papel de la bailarina en la única secuencia de baile de la película. Variety informó el 29 de julio de 2016 que Morgan Freeman se unía al elenco. El 16 de agosto de 2016, se reveló que Keira Knightley interpretaría al Hada de Azúcar. Helen Mirren se unió al reparto el 25 de agosto de 2016 y así mismo el actor mexicano Eugenio Derbez confirmó su participación en la película el 21 de marzo de 2017.

### Rodaje
El rodaje dio inicio en octubre de 2016 en South Kensington y Pinewood Studios, en Inglaterra, y concluyó a fines de enero de 2017.

## Lanzamiento
La película fue estrenada el 1 de noviembre de 2018 en 2D, 3D e IMAX 3D a través de Walt Disney Studios Motion Pictures, reemplazando la fecha original establecida para la adaptación en imagen real de Mulan. El teaser tráiler fue lanzado el 19 de diciembre de 2017, junto a El gran showman.

## Recepción
The Nutcracker and the Four Realms ha recibido reseñas negativas de parte de la crítica y de la audiencia. En el sitio web especializado Rotten Tomatoes, la película posee una aprobación de 32%, basada en 205 reseñas, con una calificación de 5.1/10, mientras que de parte de la audiencia tiene una aprobación de 34%, basada en 1613 votos, con una calificación de 2.7/5.
El sitio web Metacritic le ha dado a la película una puntuación de 39 de 100, basada en 38 reseñas, indicando "reseñas generalmente desfavorables". En el sitio IMDb los usuarios le han dado una calificación de 5.5/10, sobre la base de 33 904 votos. En la página web FilmAffinity, la cinta tiene una calificación de 4.9/10, basada en 2494 votos.